# Gumiwang (Sukoharjo)
Gumiwang is een bestuurslaag in het regentschap Wonosobo van de provincie Midden-Java, Indonesië. Gumiwang telt 1102 inwoners (volkstelling 2010).